# Chad Zielinski

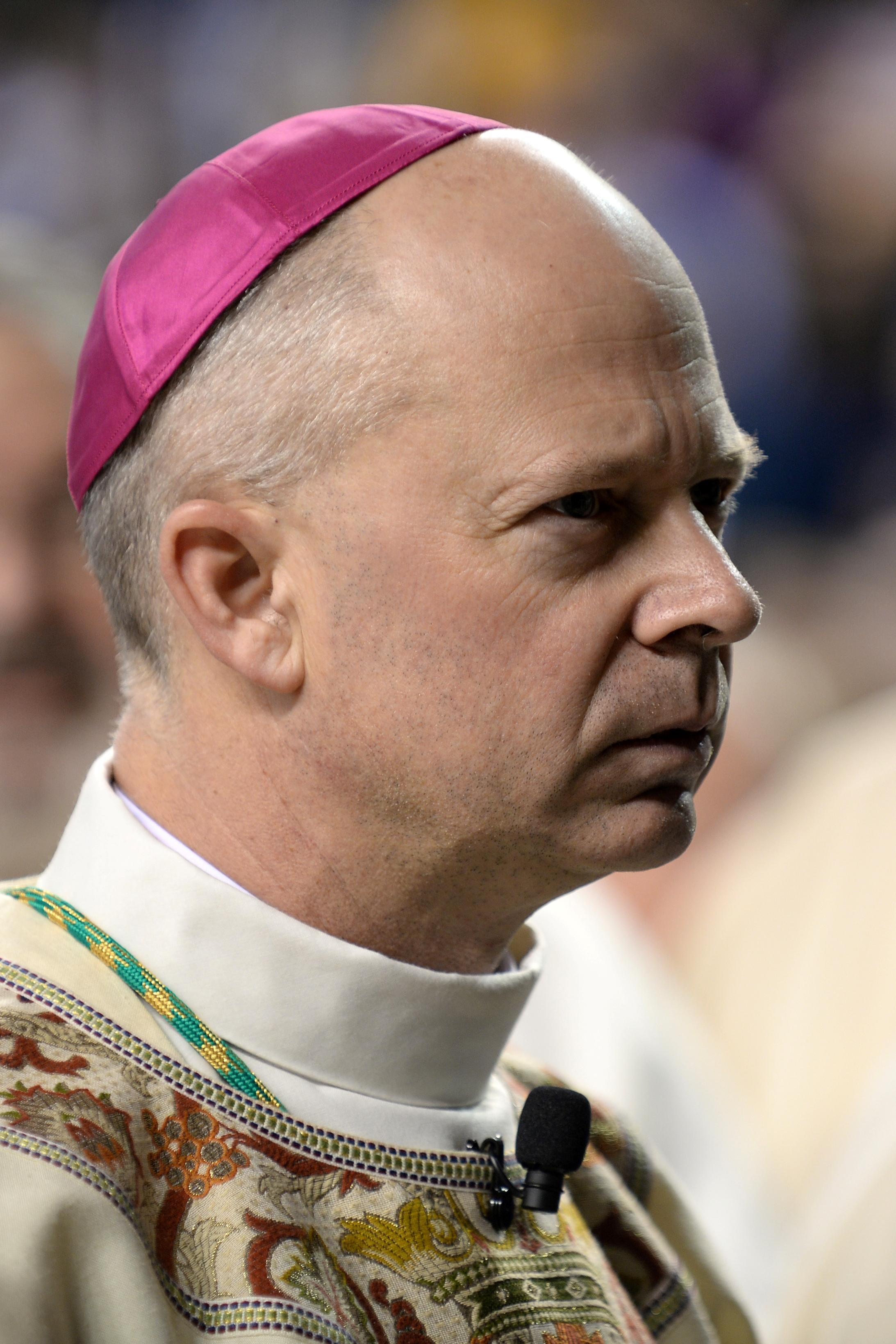
Chad Zielinski (2014)

Wappen von Chad Zielinski (New Ulm)

Wappen von Chad Zielinski als Bischof von Fairbanks

Chad William Zielinski (* 8. September 1964 in Detroit, Michigan) ist ein US-amerikanischer Geistlicher und römisch-katholischer Bischof von New Ulm.

## Leben
Zielinski besuchte die Alpena High School. Nach seinem Schulabschluss 1982 trat er in die United States Air Force ein und diente von 1983 bis 1986 in einem Supply Squadron. In der zweiten Hälfte der 1980er Jahre entschloss er sich Priester zu werden. Er besuchte von 1986 bis 1989 das Priesterseminar Mt. Angel Seminary in Oregon, während dieser Zeit gehörte er der Reserve der Air Force an. Anschließend studierte er Theologie im Sacred Heart Major Seminary in Detroit. Am 8. Juni 1996 empfing Zielinski von Bischof Patrick Ronald Cooney das Sakrament der Priesterweihe für das Bistum Gaylord. Zielinski war die nächsten sechs Jahre in der Diözese tätig. Von 1996 bis 1998 war er Associate Pastor der Immaculate Conception Church in Traverse City, Michigan. Von 1998 bis 2002 war er Pastor der Pfarrgemeinden St. Philip Neri in Empire, Michigan und St. Rita/St. Joseph in Maple City, Michigan. Daneben war in der Betreuung der spanischsprachigen Gemeindemitglieder der Diözese aktiv und führte Messen, Hochzeiten und Taufen in Spanisch durch. Anschließend wurde er 2002 Mitglied im Chaplain Corps der Air Force. Als Militärgeistlicher war er unter anderem von 2002 bis 2003 auf der Grand Forks Air Force Base, North Dakota stationiert, sowie von 2003 bis 2005 auf der Royal Air Force Station Mildenhall in England. Von 2005 bis 2009 arbeitete er im Air Force Chaplain Corps Recruiting Office in San Antonio, Texas. Von 2009 bis 2012 betreute er die Cadet Chapel der United States Air Force Academy in Colorado Springs, Colorado.
Am 8. November 2014 ernannte ihn Papst Franziskus zum Bischof von Fairbanks. Zu diesem Zeitpunkt war er Deputy Wing Chaplain der 354th Fighter Wing auf der Eielson Air Force Base in Alaska. Die Bischofsweihe spendete ihm der Erzbischof von Anchorage, Roger Lawrence Schwietz, am 15. Dezember desselben Jahres im Carlson Center in Fairbanks. Mitkonsekratoren waren Militärerzbischof Timothy Broglio und der Bischof von Gaylord, Steven John Raica.
Am 12. Juli 2022 ernannte ihn Papst Franziskus zum Bischof von New Ulm. Die Amtseinführung fand am 27. September desselben Jahres statt.